# Fluxo de lama

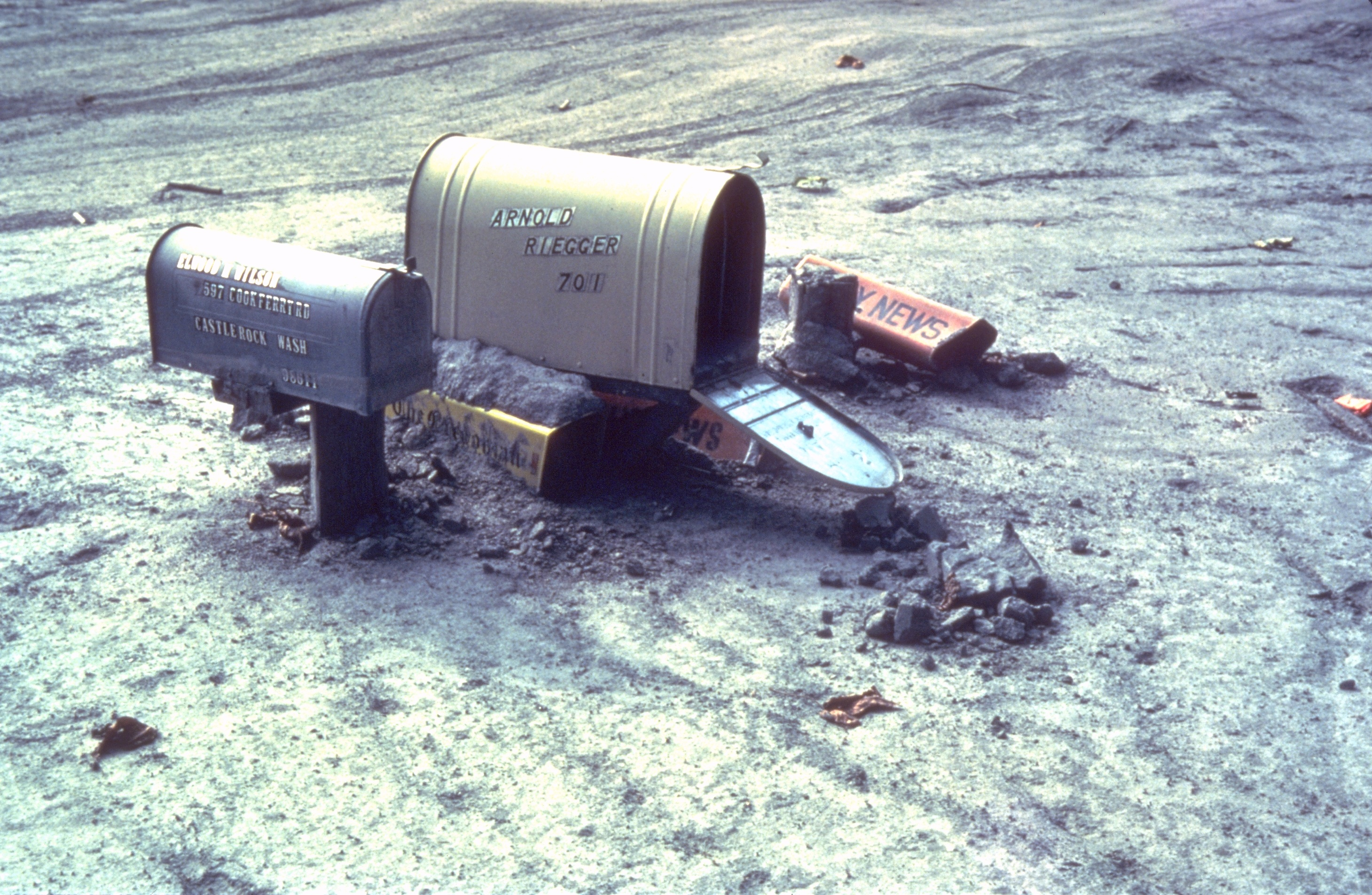
Caixas de correio após um fluxo de lama.

Um fluxo de lama é o tipo mais rápido e fluido de deslizamentos de terra. É definido como sendo uma forma de perda de massa envolvendo um "fluxo de afluência muito rápido a extremamente rápido" de detritos que tornaram-se parcialmente ou totalmente liquefeitos por meio da adição de quantidades significativas de água para o material de fonte.